# Царство (телесериал)
«Ца́рство» (англ. Reign) — американский телесериал, созданный Лори Маккарти и Стефани Сенгупта. В центре сюжета находится молодая Мария Стюарт и её история прихода к власти во Франции 1557 года. Сериал выходил на The CW с 17 октября 2013 по 16 июня 2017 года.

## Сюжет
Сериал повествует о событиях 1557—1559 годов. Королеву Шотландии, Марию, с детства прячут в монастыре. Обходить стороной соперников, злодеев, желающих её смерти, ей помогают монахини. Но приходит время возвращаться в замок и становиться не только титулованной королевой, но и женой принца Франциска, с которым девушка была обручена ещё с 6-ти лет. Это политический союз, который должен укрепить позиции Шотландии. Основу всей царской жизни составляют хитроумные планы и интриги. Король смотрит на женитьбу только как на способ сблизиться с другой страной и сделать свою власть ещё масштабнее и крепче. У короля есть незаконный сын, который противостоит этому браку. Более того, Нострадамус предсказал, что брак с Марией будет стоить жизни Франциску. Екатерина Медичи делает все, чтобы спасти своего сына. Кроме этого, в замке присутствуют тёмные силы в лице незаконной дочери Екатерины Медичи Клариссы, которая также противодействует этому браку. Жители же суеверны и доверяют магии.

## В ролях
| Актёр             | Персонаж                   | Сезоны       | Сезоны       | Сезоны         | Сезоны      |
| Актёр             | Персонаж                   | 1            | 2            | 3              | 4           |
| ----------------- | -------------------------- | ------------ | ------------ | -------------- | ----------- |
| Аделаида Кейн     | Мария, королева Шотландии  | Постоянно    | Постоянно    | Постоянно      | Постоянно   |
| Миган Фоллоуз     | Екатерина Медичи           | Постоянно    | Постоянно    | Постоянно      | Постоянно   |
| Торранс Кумбс     | Себастьян (Баш) де Пуатье  | Постоянно    | Постоянно    | Постоянно      |             |
| Тоби Регбо        | Король Франциск II         | Постоянно 1  | Постоянно 1  | Постоянно 1    | Гость       |
| Дженесса Грант    | Леди Эйли                  | Постоянно 2  |              |                |             |
| Селина Синден     | Леди Грир Норвуд           | Постоянно    | Постоянно    | Постоянно      | Постоянно   |
| Кейтлин Стэйси    | Леди Кенна                 | Постоянно    | Постоянно    |                |             |
| Анна Попплуэлл    | Леди Лола                  | Постоянно    | Постоянно    | Постоянно      |             |
| Алан Ван Спранг   | Король Генрих II           | Постоянно    | Периодически |                |             |
| Джонатан Кельтц   | Лейт Байярд                | Периодически | Постоянно 3  | Постоянно 3    | Постоянно 3 |
| Шон Тил           | Луи Конде                  |              | Постоянно    |                |             |
| Крэйг Паркер      | Лорд Стефан Нарцисс        |              | Постоянно 4  | Постоянно 4    | Постоянно 4 |
| Роуз Уильямс      | Принцесса Клод             |              | Постоянно 5  | Постоянно 5    | Постоянно 5 |
| Рэйчел Скарстен   | Елизавета, королева Англии |              | Гость        | Постоянно      | Постоянно   |
| Чарли Каррик      | Роберт Дадли               |              |              | Постоянно 6    |             |
| Бен Гюренс        | Гидеон Блэкбёрн            |              |              | Постоянно 7    | Постоянно 7 |
| Спенсер Макферсон | Король Карл IX             |              |              | Периодически 8 | Постоянно   |
| Дэн Жанотт        | Джеймс Стюарт              |              |              | Периодически   | Постоянно   |
| Джонатан Гоад     | Джон Нокс                  |              |              | Периодически   | Постоянно   |
| Уилл Кемп         | Генрих Стюарт, лорд Дарнли |              |              |                | Постоянно   |

↑  1. Тоби Регбо появляется в главной роли с 1x01 по 3x05. В эпизоде 3х15 звучит голос актёра за кадром.

↑  2. Дженесса Грант появляется в главной роли с 1x01 по 1x08.

↑  3. Джонатан Кельтц появляется в главной роли с 2х01 по 4х06.

↑  4. Крэйг Паркер появляется во второстепенной роли с 2x01 по 2x05. С 2x06 включён в основной состав.

↑  5. Роуз Уильямс появляется во второстепенной роли с 2x07 по 2x09. С 2x10 включена в основной состав.

↑  6. Чарли Каррик появляется во второстепенной роли с 3x01 по 3x04. С 3x05 включён в основной состав.

↑  7. Бен Гюренс появляется во второстепенной роли с 3x06 по 3x08. С 3x09 включён в основной состав.

↑  8. Питер Дакуна исполнил роль дофина Карла в эпизодах 1x02, 1x03, 1x07 и 1x12.

## Эпизоды
| Сезон | Сезон | Эпизоды | Оригинальная дата показа | Оригинальная дата показа |
| Сезон | Сезон | Эпизоды | Премьера сезона          | Финал сезона             |
| ----- | ----- | ------- | ------------------------ | ------------------------ |
|       | 1     | 22      | 17 октября 2013          | 15 мая 2014              |
|       | 2     | 22      | 2 октября 2014           | 14 мая 2015              |
|       | 3     | 18      | 9 октября 2015           | 20 июня 2016             |
|       | 4     | 16      | 10 февраля 2017          | 16 июня 2017             |

## Производство
The CW Television Network купил сценарий пилотного эпизода у Лори Маккарти в конце октября 2012 года, а 25 января 2013 года заказал съёмки пилотного эпизода. Кастинг на регулярные роли начался в феврале. На главную роль была взята австралийская актриса Аделаида Кейн, а следом британский актёр Тоби Регбо был утверждён играть дофина Франциска. В марте Миган Фоллоуз присоединилась в роли Екатерины Медичи.
Пилотный эпизод примечателен тем, что является единственной драмой на американском широковещательном телевидении, которая полностью снимается в Европе. 9 мая 2013 года канал утвердил пилот и заказал сериал для трансляции в сезоне 2013-14. 13 февраля 2014 года шоу было продлено на второй сезон. 11 января 2015 года канал продлил сериал на третий сезон, который стартовал 9 октября 2015 года. 11 марта 2016 года сериал был продлён на четвёртый сезон, который, как стало известно 7 декабря 2016 года, станет последним; премьера сезона состоялась 10 февраля 2017 года.

## Награды и номинации
| Год  | Награда                               | Категория | Номинант(ы)                                                | Результат | Прим.  |
| ---- | ------------------------------------- | --- | ---------------------------------------------------------- | --------- | ------ |
| 2014 | Hollywood Post Alliance Awards        | Выдающаяся цветокоррекция — Телевидение                                                                               | «Пилот» Дэвид Коул — Modern VideoFilm                      | Победа    | [ 17 ] |
| 2014 | The Joey Awards                       | Лучшая молодая актриса (9 лет и младше) в гостевой или второстепенной роли в драматическом или комедийном телесериале | Ванесса Картер                                             | Номинация | [ 18 ] |
| 2014 | Teen Choice Awards                    | Лучшее новое шоу | «Царство»                                                  | Номинация | [ 19 ] |
| 2014 | Teen Choice Awards                    | Лучшая новая актриса                                                                                                  | Аделаида Кейн                                              | Номинация | [ 19 ] |
| 2014 | Teen Choice Awards                    | Лучший новый актёр | Тоби Регбо                                                 | Номинация | [ 19 ] |
| 2014 | Телевизионный фестиваль в Монте-Карло | Выдающийся актёр в драматическом телесериале                                                                          | Торранс Кумбс                                              | Номинация |        |
| 2014 | Телевизионный фестиваль в Монте-Карло | Выдающаяся актриса в драматическом телесериале                                                                        | Аделаида Кейн                                              | Номинация |        |
| 2014 | People’s Choice Awards                | Любимая новая ТВ драма                                                                                                | «Царство»                                                  | Победа    | [ 20 ] |
| 2015 | Golden Maple Awards                   | Лучший актёр в телесериале, транслируемом в США                                                                       | Торранс Кумбс и Джонатан Кельтц                            | Номинация | [ 21 ] |
| 2015 | Canadian Screen Awards                | Лучшие достижения визажа                                                                                              | «Consummation» Дженни Арбор и Линда Престон                | Номинация | [ 22 ] |
| 2015 | Canadian Screen Awards                | Лучшая ведущая женская роль в драматическом телесериале                                                               | Миган Фоллоуз                                              | Номинация | [ 22 ] |
| 2016 | Canadian Screen Awards                | Лучший дизайн или декорации в телевизионной программе или сериале                                                     | «Acts of War» Филлип Бэйкер, Роберт Хепбёрн и Брэд Милбёрн | Номинация | [ 23 ] |
| 2016 | Canadian Screen Awards                | Лучшая ведущая женская роль в драматическом телесериале                                                               | «Three Queens» Миган Фоллоуз                               | Номинация | [ 23 ] |